# 孟超然
孟超然（1731年—1797年），字朝舉，號瓶庵，閩縣（今福建福州）人，清朝政治人物。

## 生平
雍正九年（1731年）生。十歲参加预试，十二岁從廖学崖，十七岁中廪生。乾隆十八年（1753年）选拔贡生，入太學。乾隆二十四年（1759年）鄉試中舉。乾隆二十五年庚辰進士及第，改庶吉士，歷官吏部郎中。乾隆三十年八月，出任廣西鄉試副考官。是年九月，授四川學政，任內寫有《使蜀日记》。四十二歲時以親老歸養，遂不再仕。孟氏是理學家，“于学无所不窥，而以朱子为归宿“。乾隆五十二年，受福建巡抚徐嗣曾力邀，出任鳌峰书院山长。居父喪期間，編有《喪禮輯略》一卷。嘉慶二年（1797年），病卒。著有《瓶庵居士文钞》 4卷、《瓶庵居士诗钞》4卷、《亦园亭文诗集》、《瓜棚避暑录》2卷等。

## 延伸阅读
[在维基数据编辑]
 《清史稿·卷480》，出自趙爾巽《清史稿》